# Peter Guinari
Peter Abraham Sandy Guinari (Bangui, 2 juni 2001) is een Centraal-Afrikaans-Duits voetballer die als verdediger voor FK Krumovgrad speelt.

## Carrière
Peter Guinari werd geboren in de Centraal Afrikaanse Republiek, maar verhuisde in 2010 naar Duitsland, omdat zijn vader in München studeerde. Hij speelde in de jeugd van FC Phönix München en TSV 1860 München, waar hij ook in het tweede elftal speelde. In 2020 maakte hij de overstap naar competitiegenoot FC Pipinsried. Hier werd hij de eerste speler die A-international was als speler van deze club. In zijn eerste seizoen speelde hij slechts eenmaal. Na de promotie naar de Regionalliga werd hij wel een vaste basisspeler. In 2022 maakte hij de overstap naar FC Wiltz 71, wat uitkwam op het hoogste niveau van Luxemburg. Hier maakte hij op 7 augustus 2022 zijn debuut in het betaald voetbal, in de met 1-1 gelijkgespeelde uitwedstrijd tegen UN Käerjéng 97. In de eerste seizoenshelft was hij een vaste basisspeler, later kwam hij minder in actie. In de zomer van 2023 vertrok hij bij Wiltz. Hierna was hij op proef bij Telstar. Hij kon echter pas een contract tekenen in januari 2024, toen hij een Duits paspoort kreeg. Hij tekende een contract tot medio 2025. Hij debuteerde op 12 januari 2024, in de met 1-1 gelijkgespeelde thuiswedstrijd tegen Jong AZ. Guinari begon de eerste vier wedstrijden in de basisopstelling, maar na een wissel bij een 3-0 achterstand bij rust tegen MVV kwam hij alleen nog in korte invalbeurten in actie. Aan het einde van het seizoen werd zijn contract bij Telstar ontbonden. Na enkele maanden sloot hij aan bij Türkgücü München. In de winterstop van het seizoen 2024/25 vertrok hij naar het Bulgaarse FK Krumovgrad.

### Statistieken
| Seizoen                       | Club                | Land           | Competitie        | Competitie | Competitie | Beker | Beker | Totaal | Totaal |
| Seizoen                       | Club                | Land           | Competitie        | Wed.       | Dlp.       | Wed.  | Dlp.  | Wed.   | Dlp.   |
| ----------------------------- | ------------------- | -------------- | ----------------- | ---------- | ---------- | ----- | ----- | ------ | ------ |
| 2018/19                       | TSV 1860 München II | Duitsland      | Bayernliga Süd    | 0          | 0          | –     | –     | 0      | 0      |
| 2019/21                       | TSV 1860 München II | Duitsland      | Bayernliga Süd    | 9          | 0          | –     | –     | 9      | 0      |
| 2019/21                       | FC Pipinsried       | Duitsland      | Bayernliga Süd    | 1          | 0          | 1     | 0     | 2      | 0      |
| 2021/22                       | FC Pipinsried       | Duitsland      | Regionalliga Bay. | 30         | 1          | 1     | 0     | 31     | 1      |
| 2022/23                       | FC Wiltz 71         | Luxemburg      | Nationaldivisioun | 17         | 0          | 1     | 0     | 18     | 0      |
| 2023/24                       | Telstar             | Nederland      | Eerste divisie    | 7          | 0          | 0     | 0     | 7      | 0      |
| 2024/25                       | Türkgücü München    | Duitsland      | Regionalliga Bay. | 5          | 0          | 0     | 0     | 5      | 0      |
| 2024/25                       | FK Krumovgrad       | Bulgarije      | Parva Liga        | 0          | 0          | 0     | 0     | 0      | 0      |
| Carrièretotaal                | Carrièretotaal      | Carrièretotaal | Carrièretotaal    | 69         | 1          | 3     | 0     | 72     | 1      |
| Bijgewerkt op 12 januari 2025 |                     |                |                   |            |            |       |       |        |        |

### Interlandcarrière
In 2021 werd Guinari voor het eerst geselecteerd voor het Centraal-Afrikaans voetbalelftal door bondscoach Raoul Savoy. Hij debuteerde op 1 september 2021, in de met 1-1 gelijkgespeelde WK-kwalificatiewedstrijd tegen Kaapverdië. Hij begon in de basis en speelde de hele wedstrijd.
| Interlands van Peter Guinari voor de Centraal Afrikaanse Republiek | Interlands van Peter Guinari voor de Centraal Afrikaanse Republiek | Interlands van Peter Guinari voor de Centraal Afrikaanse Republiek | Interlands van Peter Guinari voor de Centraal Afrikaanse Republiek | Interlands van Peter Guinari voor de Centraal Afrikaanse Republiek | Interlands van Peter Guinari voor de Centraal Afrikaanse Republiek |
| №                                                                  | Datum                                                              | Wedstrijd                                                          | Uitslag                                                            | Soort wedstrijd                                                    | Doelpunten                                                         |
| Als speler bij FC Pipinsried                                       | Als speler bij FC Pipinsried                                       | Als speler bij FC Pipinsried                                       | Als speler bij FC Pipinsried                                       | Als speler bij FC Pipinsried                                       | Als speler bij FC Pipinsried                                       |
| ------------------------------------------------------------------ | ------------------------------------------------------------------ | ------------------------------------------------------------------ | ------------------------------------------------------------------ | ------------------------------------------------------------------ | ------------------------------------------------------------------ |
| 1.                                                                 | 1 september 2021                                                   | Centraal Afrikaanse Republiek − Kaapverdië                         | 1 – 1                                                              | WK 2022 kwalificatie                                               | 0                                                                  |
| 2.                                                                 | 6 september 2021                                                   | Centraal Afrikaanse Republiek − Liberia                            | 0 – 1                                                              | WK 2022 kwalificatie                                               | 0                                                                  |
| 3.                                                                 | 7 oktober 2021                                                     | Nigeria − Centraal Afrikaanse Republiek                            | 0 – 1                                                              | WK 2022 kwalificatie                                               | 0                                                                  |
| 4.                                                                 | 10 oktober 2021                                                    | Centraal Afrikaanse Republiek − Nigeria                            | 0 – 2                                                              | WK 2022 kwalificatie                                               | 0                                                                  |
| 5.                                                                 | 13 november 2021                                                   | Kaapverdië − Centraal Afrikaanse Republiek                         | 2 – 1                                                              | WK 2022 kwalificatie                                               | 0                                                                  |
| 6.                                                                 | 16 november 2021                                                   | Liberia − Centraal Afrikaanse Republiek                            | 3 – 1                                                              | WK 2022 kwalificatie                                               | 0                                                                  |
| 7.                                                                 | 23 maart 2022                                                      | Tanzania − Centraal Afrikaanse Republiek                           | 3 – 1                                                              | Vriendschappelijk                                                  | 0                                                                  |
| 8.                                                                 | 26 maart 2022                                                      | Centraal Afrikaanse Republiek − Soedan                             | 0 – 0                                                              | Vriendschappelijk                                                  | 0                                                                  |
| 9.                                                                 | 1 juni 2022                                                        | Angola − Centraal Afrikaanse Republiek                             | 2 – 1                                                              | AFCON 2023 kw.                                                     | 0                                                                  |
| 10.                                                                | 5 juni 2022                                                        | Centraal Afrikaanse Republiek − Ghana                              | 1 – 1                                                              | AFCON 2023 kw.                                                     | 0                                                                  |
| Als speler bij FC Wiltz 71                                         |                                                                    |                                                                    |                                                                    |                                                                    |                                                                    |
| 11.                                                                | 23 maart 2023                                                      | Madagaskar − Centraal Afrikaanse Republiek                         | 0 – 3                                                              | AFCON 2023 kw.                                                     | 0                                                                  |
| 12.                                                                | 27 maart 2023                                                      | Centraal Afrikaanse Republiek − Madagaskar                         | 2 – 0                                                              | AFCON 2023 kw.                                                     | 0                                                                  |
| 13.                                                                | 11 juni 2023                                                       | Centraal Afrikaanse Republiek − Oeganda                            | 1 – 1                                                              | Vriendschappelijk                                                  | 0                                                                  |
| 14.                                                                | 17 juni 2023                                                       | Centraal Afrikaanse Republiek − Angola                             | 1 – 2                                                              | AFCON 2023 kw.                                                     | 0                                                                  |
| Als clubloze speler                                                |                                                                    |                                                                    |                                                                    |                                                                    |                                                                    |
| 15.                                                                | 7 september 2023                                                   | Ghana − Centraal Afrikaanse Republiek                              | 2 – 1                                                              | AFCON 2023 kw.                                                     | 0                                                                  |
| 16.                                                                | 17 november 2023                                                   | Comoren − Centraal Afrikaanse Republiek                            | 4 – 2                                                              | WK 2026 kwalificatie                                               | 0                                                                  |
| Als speler bij Telstar                                             |                                                                    |                                                                    |                                                                    |                                                                    |                                                                    |
| 17.                                                                | 25 maart 2024                                                      | Centraal Afrikaanse Republiek − Papoea-NG                          | 4 – 0                                                              | Vriendschappelijk                                                  | 0                                                                  |
| 18.                                                                | 5 juni 2024                                                        | Centraal Afrikaanse Republiek − Tsjaad                             | 1 – 0                                                              | WK 2026 kwalificatie                                               | 0                                                                  |
| Als speler bij Türkgücü München                                    |                                                                    |                                                                    |                                                                    |                                                                    |                                                                    |
| 19.                                                                | 18 november 2024                                                   | Centraal Afrikaanse Republiek − Gabon                              | 0 – 1                                                              | AFCON 2025 kw.                                                     | 0                                                                  |